# Hydrobiosella otaria
Hydrobiosella otaria là một loài Trichoptera trong họ Philopotamidae. Chúng phân bố ở miền Australasia.